# Bødenål
En bødenål er et værktøj til fremstilling og reparation af net (f.eks. fiskenet og hængekøjer) i hånden.